# Cattedrale di Santa Maria della Purificazione
La cattedrale di Santa Maria della Purificazione si trova a Termoli, in provincia di Campobasso. È la chiesa cattedrale della diocesi di Termoli-Larino ed è sede di una parrocchia inserita nella zona pastorale di Termoli-San Giacomo degli Schiavoni.

## Storia
La  chiesa, intitolata a Santa Maria della Purificazione, venne edificata nel 1037 sopra i resti di quello che un tempo fu un tempio pagano dedicato a Castore e Polluce, due Dioscuri, ovvero personaggi della mitologia greca e romana, figli gemelli di Zeus.
L'attuale edificio venne costruito fra il XII ed il XIII secolo.
La cattedrale subì alcuni cambiamenti, con il  terremoto del 1464 e l'attacco dei turchi del 1566. Durante altri lavori nel 1760 vennero trovate le reliquie del santo patrono di Termoli  san Basso e nel 1945 quelle di san Timoteo, compatrono.

## Descrizione
La cattedrale è alta  22 metri. 

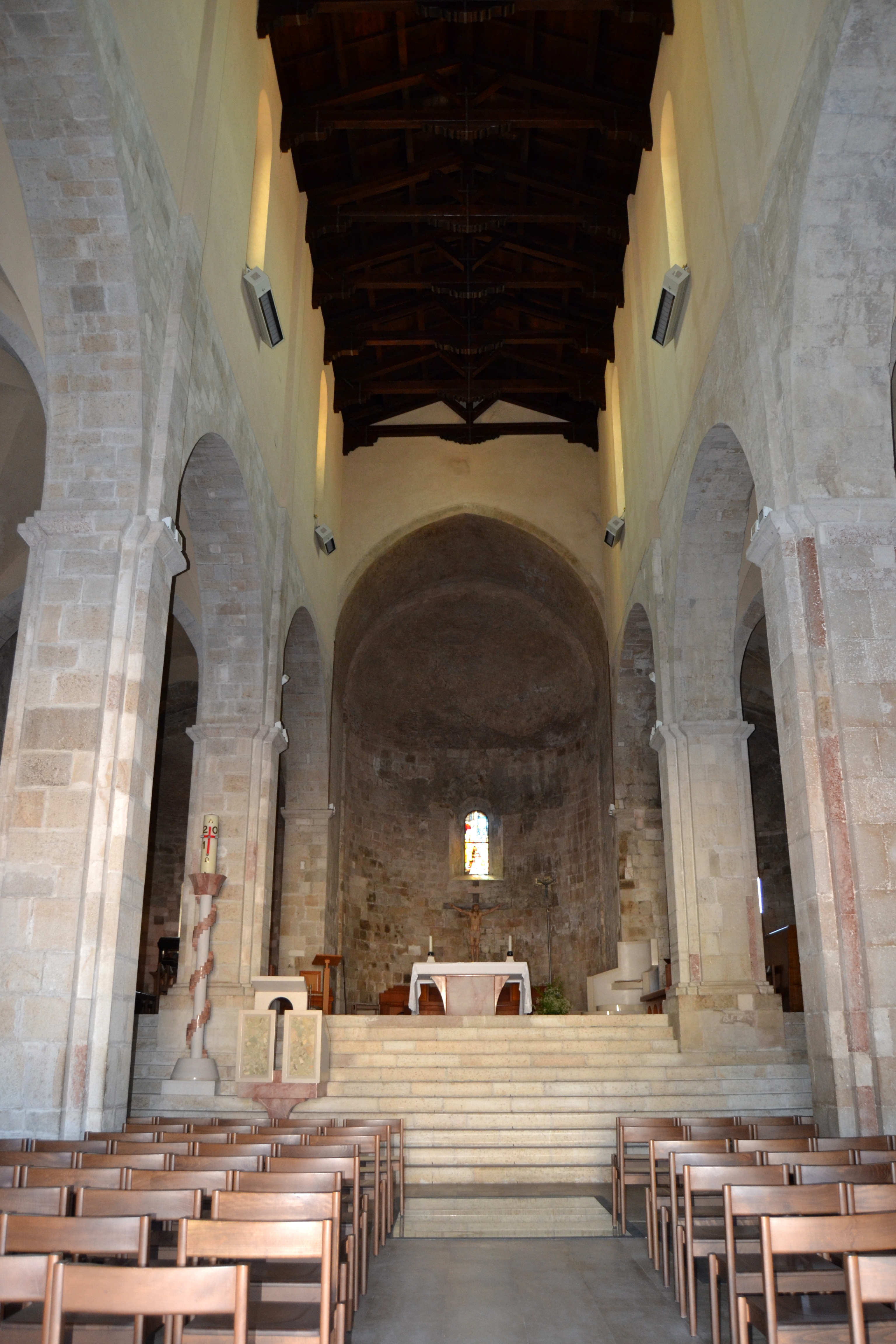
Interno

La facciata a salienti, rivolta ad Oriente, presenta un doppio ordine di interventi divisi da un'elegante cornice marcapiano: la parte bassa corrisponde alla costruzione originaria, e quella alta risale al restauro post sisma del 1456. Le differenze sono riscontrabili sia nell'uso diverso del materiale, che nel diverso stile architettonico, il primo romanico pugliese, il secondo gotico. Sulla mensola a sinistra della lunetta del portale c'è una statuetta di San Basso, inoltre vi sono figure animali sporgenti sopra pilastri, come draghi e grifoni. Nella lunetta è raffigurata la "Purificazione", anche se si conserva parzialmente. Ricca è la decorazione scultorea di capitelli con foglie intervallate da figure umane  in posizione frontale, e quella delle bifore cieche, una di esse rappresentante l'Annunciazione della Vergine.
La parte architettonica del piano inferiore presenta sette archi di cui quello centrale più ampio e più alto, che comprende l'ingresso principale. Alcuni archi sono a ferro di cavallo, ispirate all'influsso orientale, la parte alta è ornata da un ampio oculo strombato che in origine ospitava una raggiera, e oggi conserva di interesse solo la cornice perimetrale decorata con foglie.
Il fianco dell'edificio mostra ornamenti ad arcate cieche con esili lesene, nel quinto arco all'altezza dello zoccolo è inserita una porta minore. Il campanile è tardo, forse costruito nel Settecento, a torre, e restaurato a più riprese, mostrando quasi una connotazione moderna.
Leggendo l'interno, si riesce a cogliere una doppia realizzazione della cattedrale: quella più antica conservata nella zona sottostante il pianterreno, ossia la cripta, e l'altra gotica in cui sono presenti asimmetrie e caratteristiche romanico-gotiche sia nelle campate quadrate e rettangolari, che nell'uso degli archi a tutto sesto. La pianta della chiesa superiore la basilica, priva di transetto, con triplice abside semicircolari, ed è divisa in tre navate. Le absidi esternamente presentano archetti pensili binati con esili colonnine, e ripetono la scansione della chiesa sottostante. Sul lato sinistro c'è la cappella del Sacramento, incorporata nel Palazzo Vescovile, da cui si accedeva privatamente. In prossimità della terza campata su entrambi i lati, ci sono le scale della cripta. Proseguendo dopo questa campata a sinistra si innalza la torre campanaria, la cui base antica è ben visibile, con volta a botte, coperta da cella ottagonale cuspidata.
La navata centrale è coperta da capriate lignee, in origine il tutto era barocco, con soffitto a cassettoni e arredi lignei tipici del Settecento, smantellati con il restauro del 1962. Il soffitto delle due navate laterali presenta volta a crociera in muratura, con chiave leggermente rialzata. Le opere di pregio sono il battistero medievale, l'altare della Madonna del Rosario (seconda campata sinistra), l'altare del Salvatore (terza campata sinistra), l'altare di San Basso con grotticella (nell'abside destra), il sedile di pietra a forma di L con lapide in rilievo (prima campata destra), l'altare di San Sebastiano (seconda campata destra).
 Presso la cripta ci sono frammenti scultorei, capitelli, cornici, fusti di colonne appartenuti alla facciata della chiesa antica, rinvenuti con il restauro, un prezioso pavimento in mosaico romanico con elementi zoomorfi, la lapide di marmo murato (coperchio del pozzo in cui furono rinvenute le reliquie di San Timoteo) datata 1238. La cripta conteneva anche un tesoro con un reliquiario ovale contenente il teschio di San Timoteo, conservato oggi nella cappella episcopale.

## Galleria d'immagini

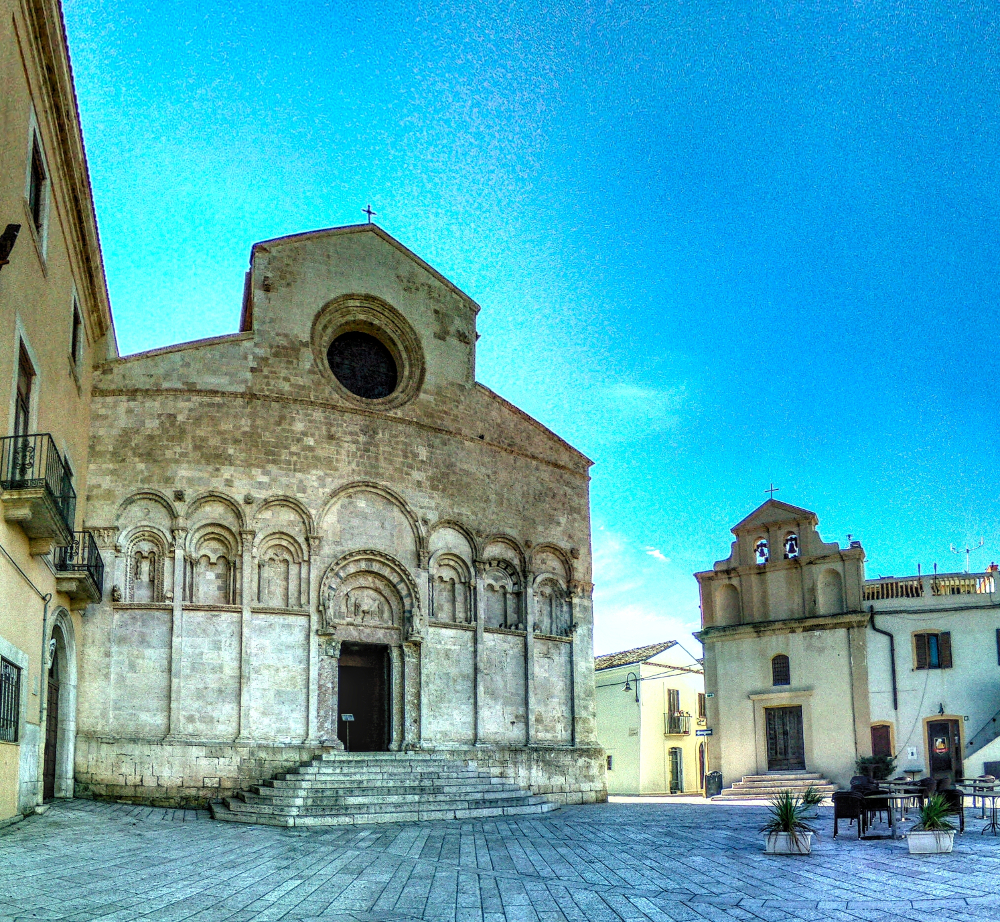
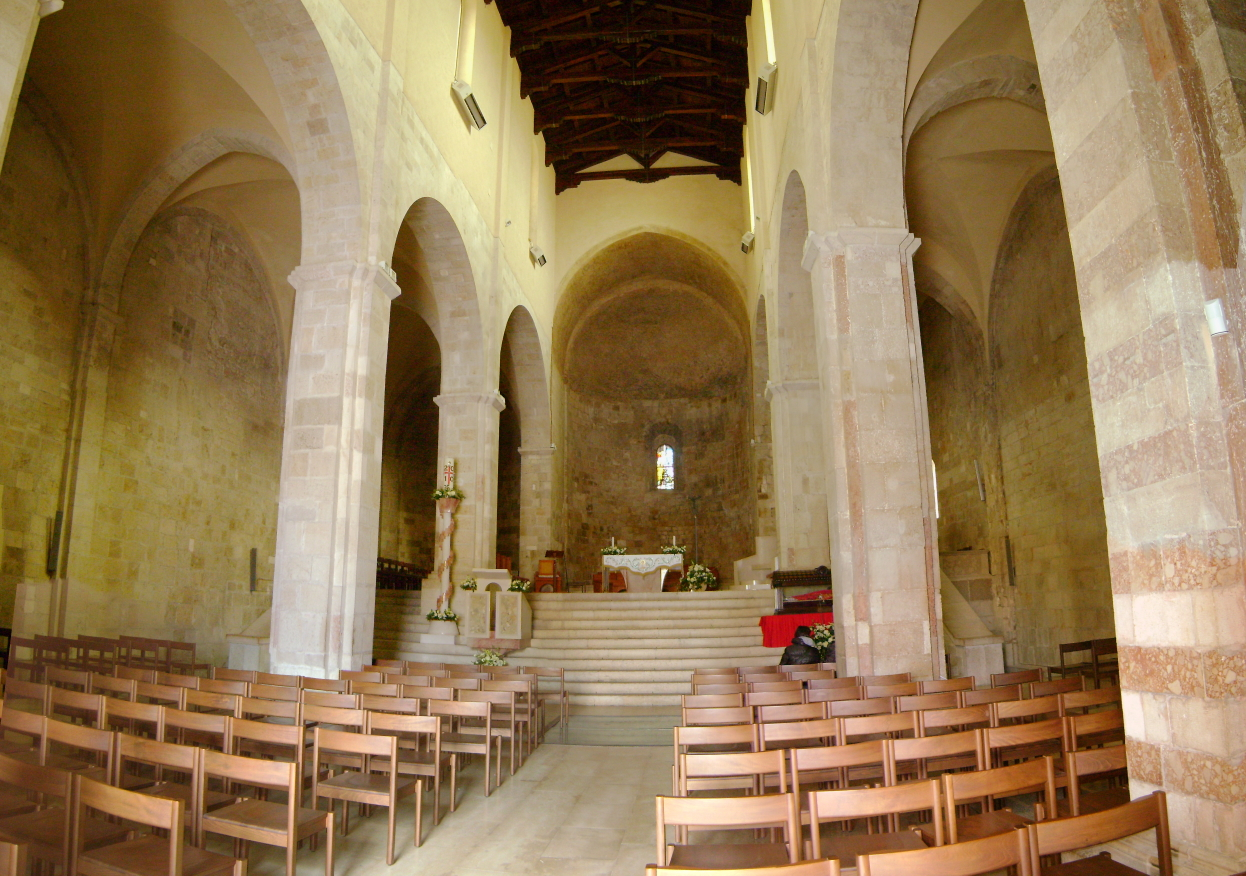
L'interno del duomo
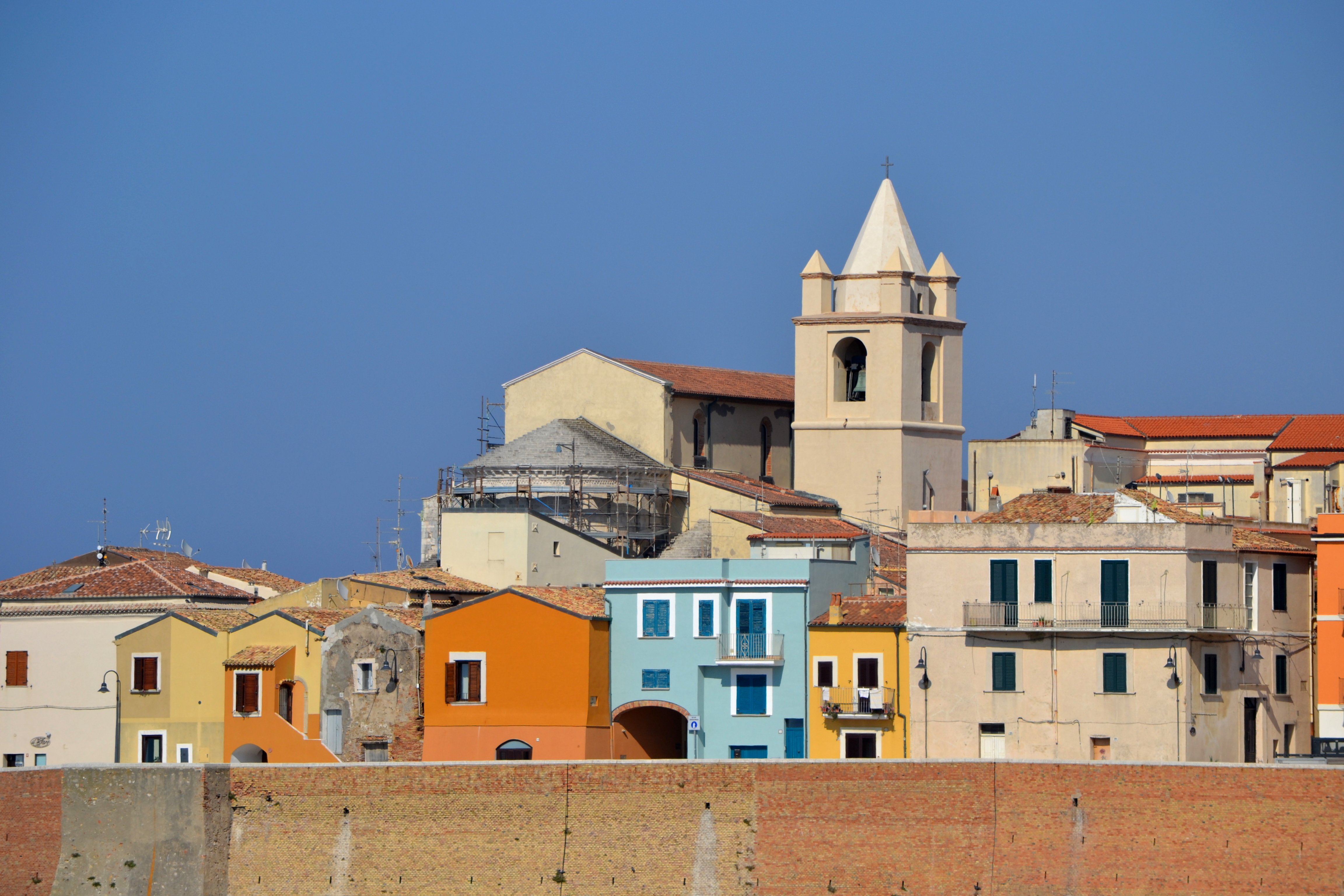
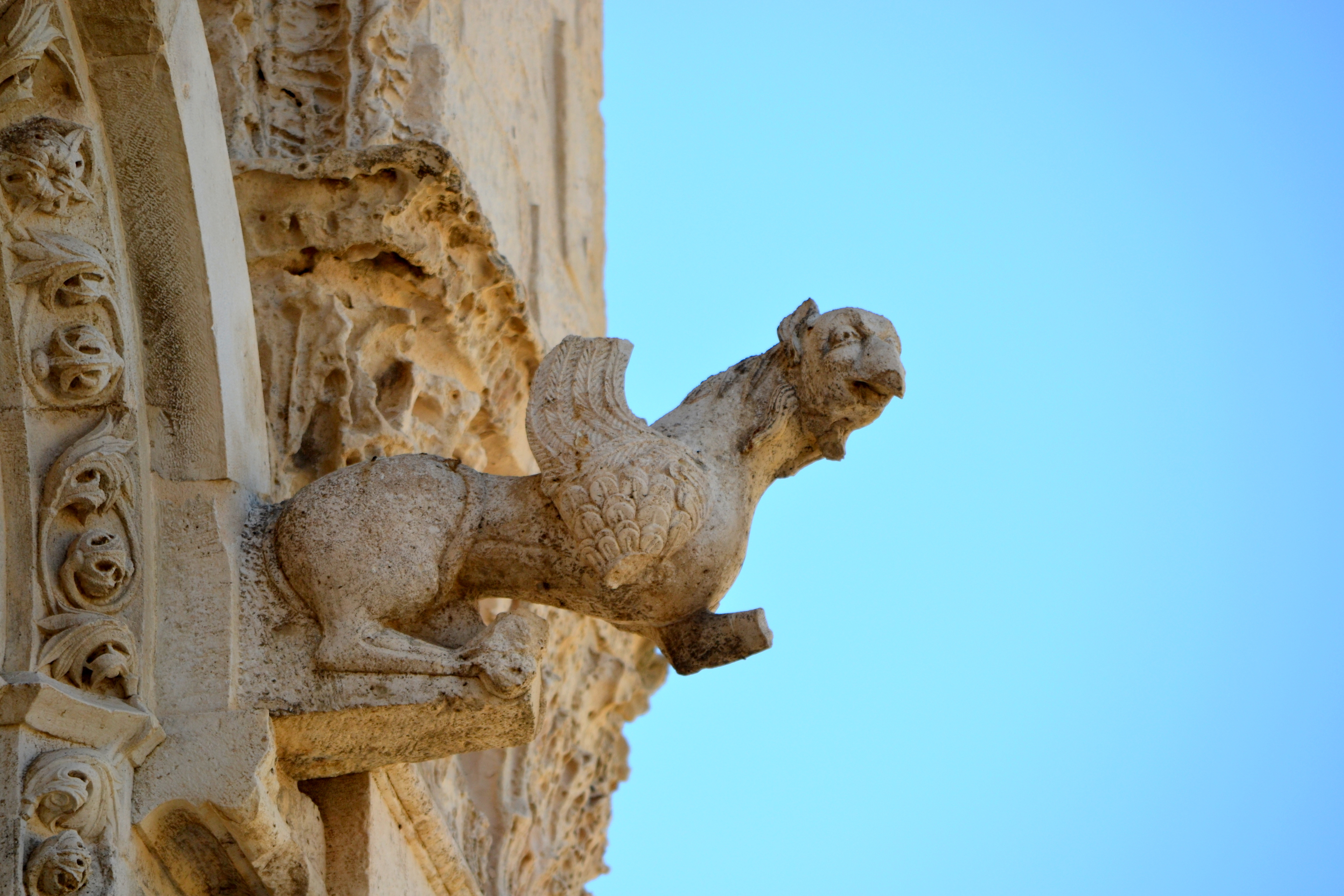
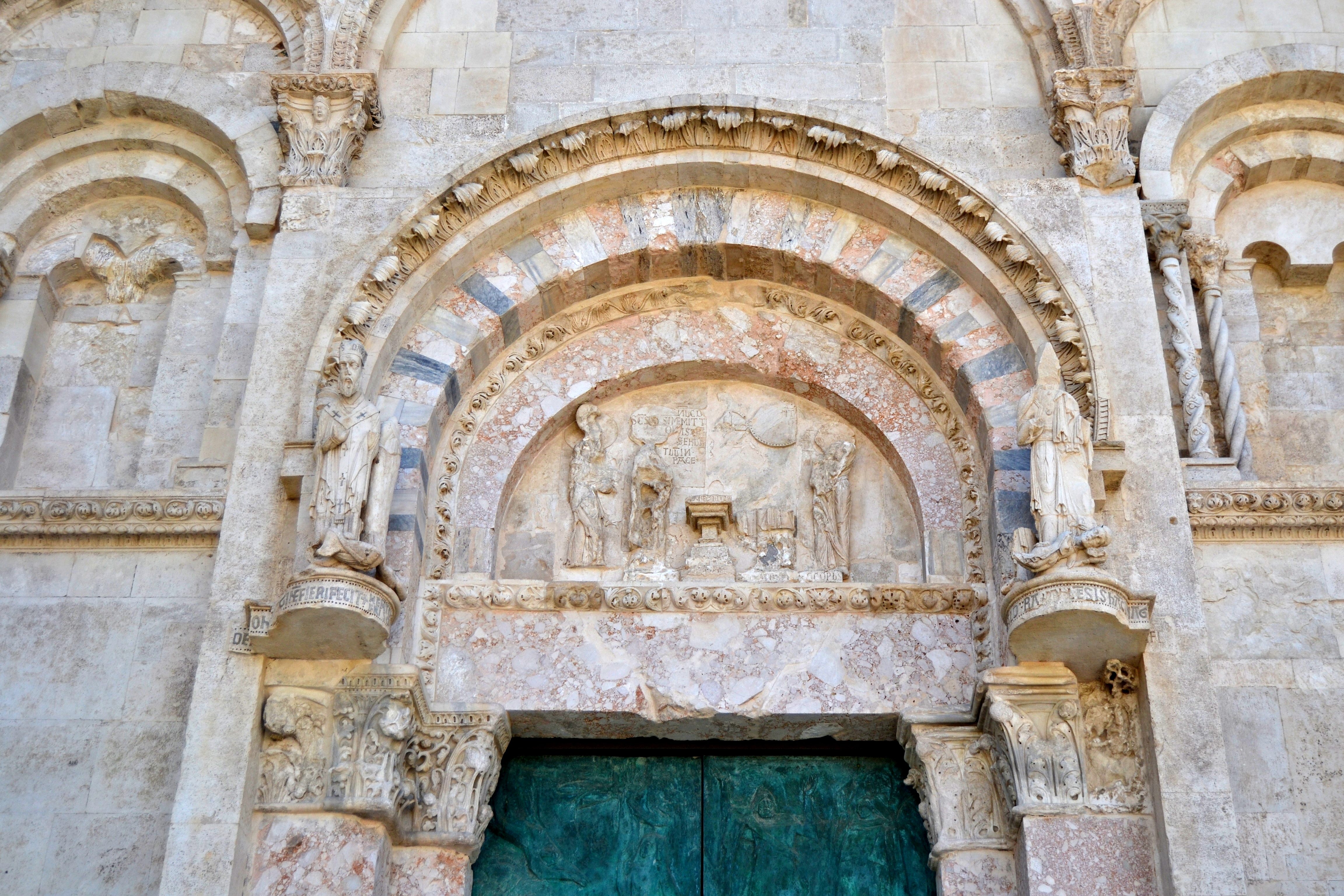